# S-type ster

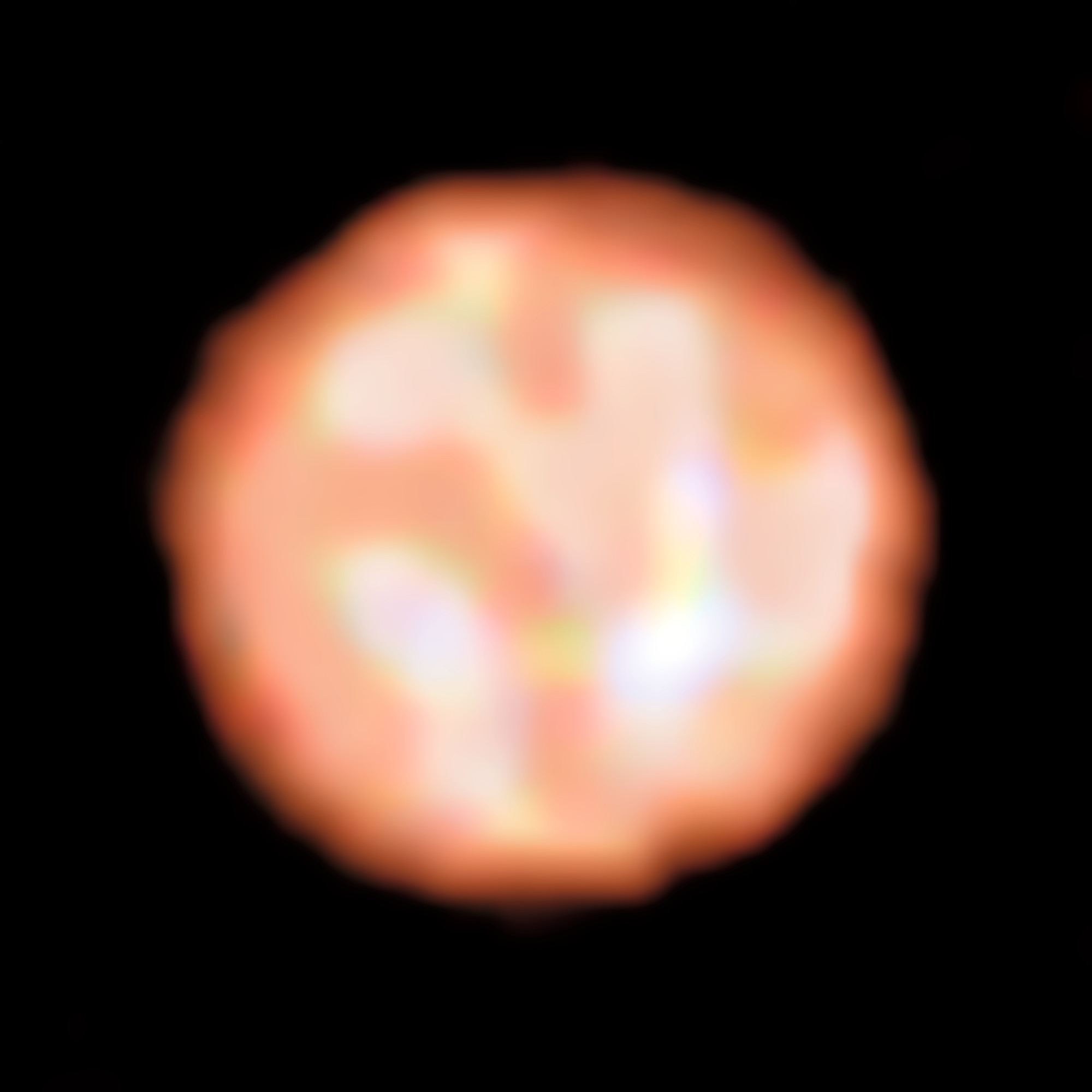
Het oppervlak van de S-ster π1 Gruis

Een S-type ster is een laat type reuzenster. De meeste S-sterren zijn lang-periodische veranderlijke sterren, gerelateerd aan de Mira-veranderlijken. S-sterren zijn voor het eerst als aparte klasse herkend door Paul W. Merrill in 1922.

## Eigenschappen van S-sterren
S-sterren zijn vergelijkbaar met reuzensterren van spectraalklasse K5-M, maar hun spectrum vertoont banden van zirkoniumoxide (ZrO), naast de banden van titaniumoxide (TiO) die normaal gevonden worden in K- en M-sterren. Ook banden van (verbindingen van) andere elementen in periode 5 van het periodiek systeem van chemische elementen die ontstaan door langzame neutronenvangst (het s-proces), zoals yttriumoxide (YO) en technetium (Tc), zijn sterker in S-sterren dan in M-type reuzensterren. Soms vertoont het spectrum van een S-ster spectraallijnen van oxalonitril en lithium. S-type sterren zijn gewoonlijk roder van kleur dan de K- of M-sterren met dezelfde fotosferische temperatuur. 
Net als andere reuzensterren van het late type, hebben S-type-sterren een expanderende circumstellaire schil die rijk is aan stof en moleculen zoals CO en HCN.

## Ontstaan van S-sterren
Er is voorgesteld dat de meeste S-sterren een tussengroep vormen waarin sterren op de asymptotische reuzentak (AGB-sterren) overgaan van gewone M-reuzen naar koolstofsterren van klasse C-N. AGB-sterren verkrijgen hun energie door de kernfusie van waterstof in een schil rond een inactieve kern (waar geen kernfusie plaatsvindt), maar tijdens thermische pulsen kan de fusie van helium in de schil domineren.
Andere (extrinsieke) S-sterren kunnen meer geëvolueerde, koelere versies zijn van bariumsterren, waar de grotere hoeveelheid koolstof en s-proces elementen resten zijn van materie-overdracht en accretie tussen twee leden van een dubbelster-systeem. In deze sterren heeft de S-ster niet zelf de koolstof en s-proces-elementen gevormd, maar wel de begeleider die toen een koolstofster was. De S-ster wordt nu waargenomen lang na deze materieoverdracht en de begeleider is intussen een witte dwerg geworden die gewoonlijk niet direct zichtbaar is. 

## Voorbeelden van S-type sterren

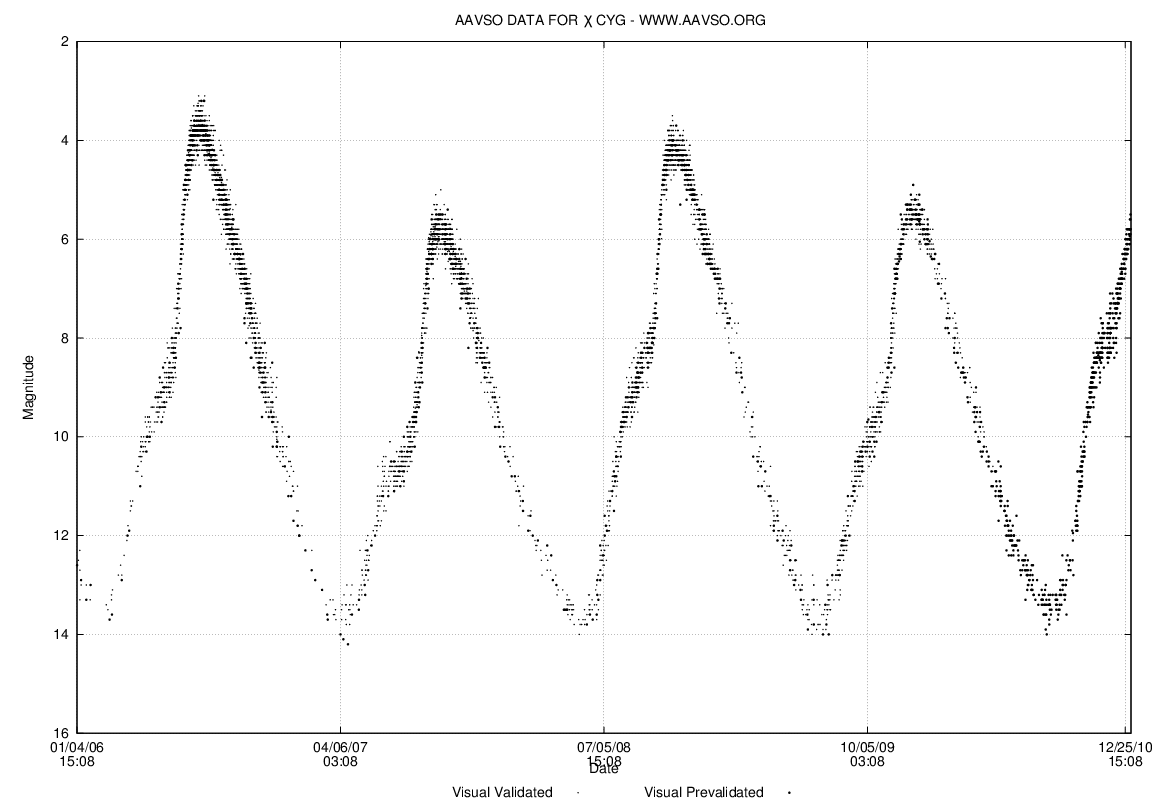
De lichtkromme van Chi Cygni

- Chi Cygni, een Mira-veranderlijke met spectraalklasse S6III, is met schijnbare magnitude 3,3 in het maximum van de lichtkromme de helderste S-type ster aan de hemel.
- S Ursae Majoris
- BD Camelopardalis is een voorbeeld van een "extrinsieke" S-ster.